# Briony Cole
Briony Cole, född den 28 februari 1983 i Melbourne, är en australisk simhoppare.
Hon tog OS-silver i synkroniserade höga hopp i samband med de olympiska simhoppstävlingarna 2008 i Peking.